# Procianidina B3
Procianidina B3 es un proantocianidina tipo B. Procianidina B3 es un dímero de catequinas (catequina-(4α→8)-catechin).

## Presencia natural
Puede ser encontrado en el vino tinto, en la cebada, en la cerveza, en el melocotón o en Jatropha macrantha, la Huanarpo Macho.

## Efectos sobre la salud
Se ha identificado como un estimulante del crecimiento del cabello.

## Síntesis química
Equivalentes molares de (2R,3S,4R or S)-leucocyanidin sintético y (+)-catequina condensan con una rapidez excepcional a pH 5 en condiciones ambientales para dar el trans-[4,8]- y [4,6]-bi-[(+)-catechins] (procyanidins B3, B6) trans-[4,8:4,8]- y [4,8:4,6]-tri-[(+)-catechins] (procanidina C2 y el isómero).